# رابرت دیگرو
رابرت دیگرو (انگلیسی: Robert Depledge؛ 1882 – ۱۹۳۰ (۴۷−۴۸ سال)) بازیکن فوتبال بود.